# Amalfi (Antioquia)

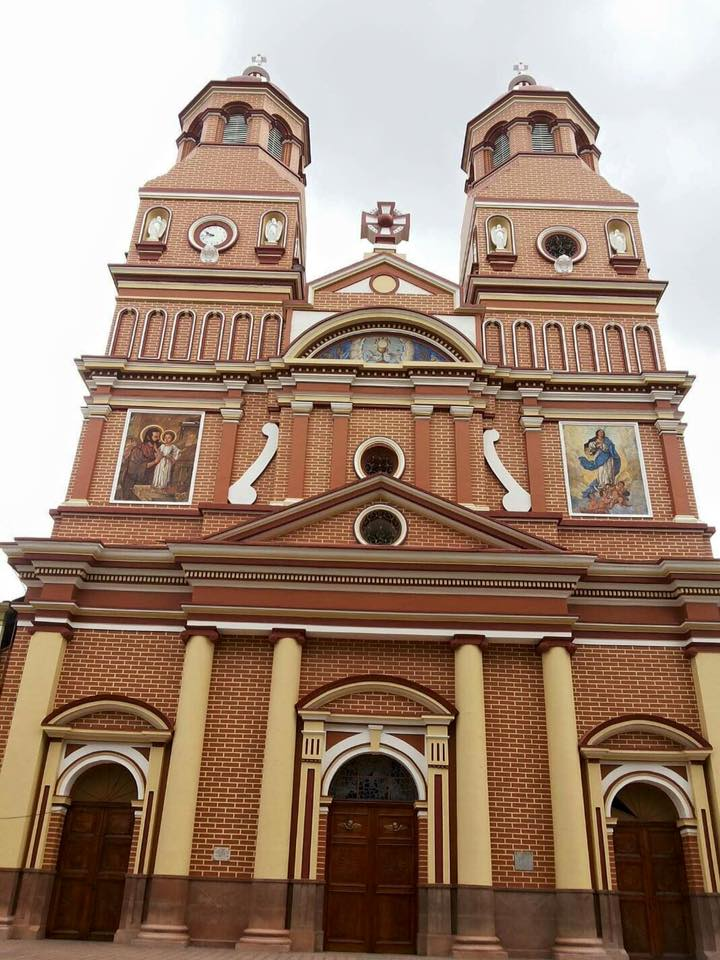
Iglesia La Inmaculada Concepción ubicada en el parque Principal de Amalfi.

Amalfi es un municipio andino de Colombia, en la parte más septentrional de la Cordillera Central y en la subregión Nordeste del departamento de Antioquia. Limita por el norte con los municipios de Anorí y Segovia, por el este con los municipios de Segovia, Remedios y Vegachí, por el sur con los municipios de Vegachí, Yalí, Yolombó y Gómez Plata, y por el oeste con los municipios de Guadalupe y Anorí.
Amalfi es de clima frío debido a que está en un valle con extensas montañas y abismos
Con una extensión de 1210 kilómetros cuadrados, es uno de los municipios más grandes del departamento con una población de 22. 088 habitantes. La cabecera municipal con una población de 11.481 habitantes, se localiza en el Valle de La Víbora y sobre una región montañosa y rica en minería y reservas hídricas que han atraído desde la segunda mitad del siglo XIX a colonos de otras regiones de Antioquia, especialmente de Copacabana, Rionegro, La Ceja, Santa Fe de Antioquia, Yarumal y Santa Rosa de Osos, así como de numerosos extranjeros especialmente de España, Siria, Líbano, Marruecos, China, Alemania, Suecia, Finlandia y los países de África Occidental como Nigeria. La afluencia permanente de colonos entre los siglos XIX y XX especialmente, en búsqueda de la minería, absorbió a la población indígena local de la cual se han encontrado vestigios de hace 9 mil años y cuyas culturas principales correspondían a los Yamesíes, Guamocoes y Tahamíes. La desaparición de sus lenguas, que sobrevive en expresiones locales y nombres de lugares, y su interacción con las razas europeas y africanas, hizo que dichos grupos desaparecieran de la región con sus identidades propias, pero sobreviven en sus descendientes mestizos.
Al municipio se le identifica con el Tigre de Amalfi, nacido de un evento histórico de 1949 cuando algunos habitantes cazaron a un "tigre", aunque en realidad se trataba de un jaguar (ya que esta región es su hábitat natural), el evento adquirió resonancia popular. Los habitantes de esta región reciben el epíteto de tigres de Amalfi.

## Toponimia
El nombre de Amalfi en Colombia hace honor a la ciudad italiana de Amalfi, cuyo nombre tiene dos hipótesis de origen:
1. Derivación del nombre "Melfi", una comuna de la región Vulture en la provincia de Potenza, sur de Italia, a las faldas del Monte Vulture. Melfi es un centro económico y turístico.
2. Una gens romana del siglo I, que era una agrupación civil o sistema social de la Antigua Roma. Esta gens con el nombre de Amalfi, creó la población al lado del mar Adriático que en el año 596 era ya sede arzobispal.[6]

## Historia

### Época precolombina
La posición de Amalfi entre las últimas estribaciones de los Andes y el descenso a las llanuras del Caribe, hace de dicha región un corredor natural de migraciones. Los indígenas, cuya procedencia es de las Estepas de Siberia, llegaron al territorio de lo que hoy es Colombia aproximadamente hace 15 mil años. En la región de Amalfi se han encontrado rastros de asentamiento humano de hace 9 mil años aproximadamente, relacionados con las culturas de los pueblos Yamesíes, Guamocoes y Tahamíes. Aunque estos pueblos se consideran extintos, sus descendendientes viven en la población mestiza de la región, así como sus tradiciones, nombres, creencias y mitos, el culto al jaguar, los petroglifos, palabras y otros elementos que son hoy motivo de atención antropológica y arqueológica.

### Tierra de pioneros
El territorio de lo que hoy es el municipio de Amalfi no fue de mucho interés para los conquistadores y colonizadores españoles de los siglos XVI al XVIII, como sí fueron las regiones vecinas como las de Segovia, Remedios y Yolombó, que atrajeron siempre a buscadores de oro.
En el año 1580 el conquistador de Antioquia, Don Gaspar de Rodas, hizo una incursión a la región a través de los ríos Porce y Nechí, pero no dejó ninguna fundación. En búsqueda a una salida al río Magdalena, fundaría a Zaragoza en 1581.
Durante el siglo XVIII, grupos de comerciantes de Cartagena de Indias, Santa Marta y Mompox se asentaron en el Bajo Cauca Antioqueño en búsqueda de oro y algunos incursionaron hacia el territorio de lo que hoy es Amalfi, para fundar una aldea a la cual le dieron el nombre de Cancán, hoy conocida como Corregimiento de Portachuelo. Construyeron incluso una iglesia católica que dependía de Zaragoza, pero bien pronto abandonaron el poblado.
Después de la Independencia de Antioquia, el general Julián Trujillo, gobernador encargado, trató de recuperar la fundación, pero esta vez le dio el nombre de San Martín, el cual tampoco atrajo a muchos pobladores y fue abandonado definitivamente en 1888.
Durante la llamada Colonización Antioqueña, muchas familias de Rionegro, La Ceja y otros pueblos del Oriente Antioqueño, así como de Medellín, Copacabana, Yarumal, Santa Rosa de Osos y Santa Fe de Antioquia, migraron hacia la región en búsqueda de oro y mejores oportunidades. Entre esos primeros habitantes también había personas de origen extranjero, especialmente judíos alemanes, árabes del Medio Oriente, chinos que habían llegado a Antioquia a trabajar en los Ferrocarriles y europeos nórdicos de países como Suecia y Noruega.

### Fundación
El municipio de Amalfi fue fundado el 25 de abril de 1838 por un sacerdote de Copacabana, por José Santamaría y Zola, español procedente de Málaga, España, y por mineros que procedían de otras poblaciones antioqueñas. La nueva población fue erigida municipio pocos años después, en 1843.
Amalfi tuvo además varios nombres como Riachón,  Santa Bárbara, Cueva Santa y Nueva Población, antes de recibir el nombre de Amalfi. El nombre se debe a una visita que el obispo de Santa Fe de Antioquia, Monseñor Juan de la Cruz Gómez Plata (1793 - 1850), hizo a Italia y se enamoró de la Amalfi sobre el Mar Tirreno. Aunque era una ciudad costera y el pueblo antioqueño estaba sobre las montañas, el obispo afirmó que el azul de sus cielos eran muy parecidos. Desde entonces se le dio el nombre italiano de Amalfi.
Un inmigrante sueco, el ingeniero y geógrafo Carlos Segismundo de Greiff (1793-1870), en equipo con el profesor Antonio Aguilar, diseñaron el trazado urbanístico del pueblo, el cual sigue vigente y es motivo de admiración por su trazado geométrico en el Valle del Riachón. Este inmigrante sueco es el primer ancestro de la familia Greiff, la cual ha dado en Colombia notables celebridades como el poeta León de Greiff (1895–1976), el músico y periodista Otto de Greiff (1903-1995), el diplomático Gustavo de Greiff Restrepo (1929-2018), la abogada Mónica de Greiff (1956-) y el historiador Jorge Arias de Greiff (1922-).

## Geografía
Amalfi comprende un territorio de la Montaña Antioqueña bastante quebrado con la presencia de varios valles, planicies y cañones en diferentes pisos térmicos. Este territorio quebrado de montaña se extiende por 1.210 km². La cabecera municipal se encuentra a 147 km al noroeste de Medellín. Es una región de grandes riquezas naturales y ricas reservas forestales y de fauna. La montaña amalfitana está limitada al occidente por el Cañón del Río Porce

### Ubicación
| Noroeste: Anorí         | Norte: Anorí, Segovia | Noreste: Segovia                 |
| Oeste: Anorí, Guadalupe |                       | Este: Segovia, Remedios, Vegachí |
| Suroeste Gómez Plata    | Sur: Yolombó          | Sureste: Vegachí                 |

### Hidrografía
Los ríos que bañan el territorio de Amalfi son los siguientes:
El Porce.Riachón.Pocoró.Monos.El MataLa Víbora.La Cruz.La Virgen.Tequendama.La CancanaLa Clara.San Agustín.La Pasionaria.El Lagarto.Trinitá.TinitacitaQuebradona.Caracolí.Las Ánimas.La Gómez.Arenas Blancas.Guayabito.

### Clima
El clima es tropical de montaña con pisos térmicos que van desde los mil metros de altura sobre el nivel del mar a los dos mil. La cabecera municipal se ubica sobre el Valle del Riachón con una altura de 1550 m s. n. m. y una temperatura promedio entre 14 °C y 22 °C.
| Parámetros climáticos promedio de Amalfi | Parámetros climáticos promedio de Amalfi | Parámetros climáticos promedio de Amalfi | Parámetros climáticos promedio de Amalfi | Parámetros climáticos promedio de Amalfi | Parámetros climáticos promedio de Amalfi | Parámetros climáticos promedio de Amalfi | Parámetros climáticos promedio de Amalfi | Parámetros climáticos promedio de Amalfi | Parámetros climáticos promedio de Amalfi | Parámetros climáticos promedio de Amalfi | Parámetros climáticos promedio de Amalfi | Parámetros climáticos promedio de Amalfi | Parámetros climáticos promedio de Amalfi |
| Mes                                      | Ene.                                     | Feb.                                     | Mar.                                     | Abr.                                     | May.                                     | Jun.                                     | Jul.                                     | Ago.                                     | Sep.                                     | Oct.                                     | Nov.                                     | Dic.                                     | Anual                                    |
| ---------------------------------------- | ---------------------------------------- | ---------------------------------------- | ---------------------------------------- | ---------------------------------------- | ---------------------------------------- | ---------------------------------------- | ---------------------------------------- | ---------------------------------------- | ---------------------------------------- | ---------------------------------------- | ---------------------------------------- | ---------------------------------------- | ---------------------------------------- |
| Temp. máx. media (°C)                    | 24.4                                     | 24.9                                     | 25.0                                     | 25.1                                     | 25.0                                     | 25.1                                     | 25.5                                     | 25.3                                     | 24.9                                     | 24.2                                     | 24.0                                     | 25.7                                     | 24.9                                     |
| Temp. media (°C)                         | 19.9                                     | 20.3                                     | 20.6                                     | 20.7                                     | 20.7                                     | 20.5                                     | 20.6                                     | 20.5                                     | 20.1                                     | 19.9                                     | 19.8                                     | 19.7                                     | 20.3                                     |
| Temp. mín. media (°C)                    | 15.5                                     | 15.7                                     | 16.2                                     | 16.4                                     | 16.4                                     | 16.0                                     | 15.8                                     | 15.7                                     | 15.4                                     | 15.6                                     | 15.6                                     | 13.8                                     | 15.7                                     |
| Precipitación total (mm)                 | 91                                       | 136                                      | 168                                      | 371                                      | 408                                      | 332                                      | 317                                      | 344                                      | 381                                      | 446                                      | 305                                      | 134                                      | 3433                                     |
| Fuente: climate-data.org                 |                                          |                                          |                                          |                                          |                                          |                                          |                                          |                                          |                                          |                                          |                                          |                                          |                                          |

### Fauna y flora
El municipio comprende una gran reserva forestal con numerosas especies de flora y fauna que enfrenta el problema de la tala y quema de bosques sin una consecuente reforestación. Como es un territorio de un relieve quebrado, se presenta una gran variedad de hábitats y especies.
En cuanto a la flora, son especies nativas de la región las siguientes: eucalipto, majague, cedro, laurel, soto, nogal, caimo, siete cueros, pino, chaquiro amargo, guayacán, mandarina, guanábana, papaya, naranja, poma, plátano, limón, tomate de árbol, guama y muchas otras. 
En cuanto a la fauna los animales más conocidos son el jaguar, diferentes especies de camaleón, guacharacas, loros, pericos Dios te dé, gavilán pollero, águila, tórtola, paletón, monos tistis, micos, ardillas, perros lancho, guaguas loba, gurres, zorras, chuchas, conejos, tatabras, dantas, jaguares, tigrillos, una gran variedad de serpientes e insectos

## División Político-Administrativa
Además de su Cabecera municipal. Amalfi tiene bajo su jurisdicción el siguiente corregimiento (de acuerdo a la Gerencia departamental):
| Corregimiento | Centros Poblados | Veredas                                    |
| Portachuelo   | - Portachuelo    | Guamocó, La Aldea, La Pradera, Naranjitos. |

## Demografía
Población Total: 25 962 hab. (2018)
- Población Urbana: 14 508
- Población Rural: 11 454

### Etnografía
Según las cifras presentadas por el DANE del censo 2005, la composición etnográfica del municipio es: 
- Mestizos & Blancos (99,7%)
- Afrocolombianos (0,3%)

## Vías de comunicación
Aéreas:
Se cuenta con vuelos comerciales con llegada al aeropuerto de Amalfi ubicado en el Valle del Riachón. 
Terrestres:
- Medellín, Copacabana, Girardota, Barbosa, Porce, Amalfi. (Terminal del Norte, Coonorte)
- Anorí - los Mangos - Amalfi.
- Vegachi - Portachuelo - Amalfi.
- Remedios - Santa ISabel - San Miguel - Amalfi.
- Medellín - Copacabana - Girardota - Barbosa - Porce - Gómez Plata - Carolina Del Príncipe - El Salto - Puente Acacias - Los Mangos - Amalfi.

## Economía
La economía de Amalfi, como la de la mayoría de los municipios del nordeste, está basada en la agricultura y en la producción de panela a partir de caña de azúcar. La producción cafetera, aunque es incipiente, ayuda a la economía local. La ganadería y la explotación forestal son otros renglones importantes generadores de divisas; otro de sus desarrollos económicos es la explotación minera del oro.
En artesanías son muy famosos sus carrieles, que han constituido un ícono de la población.

## Cultura

### Gastronomía
En cuanto a gastronomía, la Comida típica antioqueña como el plato de mondongo o fríjoles acompañados de aguadepanela (sus habitantes pronuncian agua panela) son típicos. También la bandeja paisa es muy común.

### Deporte
El Deporte toma un papel de gran importancia en este municipio Colombiano, teniendo grandes escenarios para la práctica del Bicicrós, el Down Hill, ciclo montañismo y la participación en importantes ligas futboleras como la Antioqueña, se destaca además en el deporte del Atletismo y el voleibol, siendo este último el que mayor reconocimiento le ha dado en unas justas Departamentales.

### Fiestas
- Fiesta de los Reyes Magos, puente de Reyes Magos (enero)
- Fiestas de la Virgen del Carmen, julio 16
- Fiestas del campesino, junio 09
- Fiesta de la Paz y el Progreso y, octubre 15 al 18, la cual es la celebración más reconocida del municipio
- Fiestas de la Inmaculada Concepción, diciembre 07 al 08
- Festival del Río y del Cooperativismo el 20 de julio.